# 築地容子
築地 容子（つきじ ようこ、1931年7月12日 - 2013年12月15日）は日本の歌手、女優。本名は西原利枝。東京府東京市（現在の東京都区部（東京23区）に相当）出身。旧芸名は姫路リエ子。

## 来歴
鷗友学園高等女学校在学中、戦争のため、静岡県榛原郡に疎開。榛原高等女学校（現・静岡県立榛原高等学校）を卒業後、東京に戻り、ムーラン・ルージュの歌手になる。
1950年、姫路リエ子の芸名で映画『恋しかるらん』で女優デビュー。翌1951年、大映に入る。以降、1955年まで映画出演を続けた。
その間の1954年、ビクターレコードに入社。翌1955年、「金色仮面（ゴールデンマスク）」（漢字は「黄金仮面」としている資料もある）の芸名で覆面歌手として『ジャニー・ギター』でデビュー。同年の映画『東京暴力団』を最後に映画界を去り、以降、歌手活動に専念。歌手としての芸名はその後、ファンに公募して築地容子の名前で活躍。
1958年12月31日、新宿コマ劇場で開催された第9回NHK紅白歌合戦に初出場し、『青い月夜のランデブー』を歌唱した。この第9回紅白の築地の歌のラジオ中継の音声が現存する。
晩年まで歌手活動を続けており、2010年10月27日には一般社団法人日本歌手協会主催の「第37回一般社団法人日本歌手協会歌謡祭戦後65年歌とともに生きたニッポン地球環境保護・宮崎口蹄疫被災地支援チャリティーコンサート」に出演。2013年2月17日には大阪府大阪市内のライブハウスで「〜シャンソンをあなたに〜築地容子ライブショー」を開催した。
2013年12月15日に死去していたことが2020年4月21日分かった。82歳没。

## 主なディスコグラフィー
邦楽・洋楽カヴァーとも「金色仮面（ゴールデンマスク）」（もしくは「黄金仮面」）名義も含む

### 邦楽曲
- ニッポン・トウキョー・ケ・サラ・サラ（1955年） - 　with 高島忠夫　
作詞：井田誠一／作曲：多忠修
- 夜霧のためいき（1955年）
作詞：宮川哲夫／作曲：吉田正
- モスコウの花売り娘（1955年）
作詞：井田誠一／作曲：吉田正
- 拳銃ブルース（1955年）
作詞：宮川哲夫／作曲：利根一郎
- ピンク・マンボ・ブルース（1955年）
作詞：佐伯孝夫／作曲：佐々木俊一
- 空の港は霧ふかく（1956年） - 　with 高島忠夫
作詞：佐伯孝夫／作曲：渡久地政信
- 銀座のミチル（1956年）
作詞：宮川哲夫／作曲：渡久地政信
- 霧の夜の終電車（1956年）
作詞：佐伯孝夫／作曲：渡久地政信
- 青い月夜のランデブー（1956年）　 ※第9回NHK紅白歌合戦（1958年）出場曲
作詞：和田隆夫／作曲：清水保雄
- 慕情の港町（1956年）
作詞：長浦ひでお／作曲：渡久地政信
- ヌードのブルース（1956年）
作詞：石原慎太郎／作曲：宅孝二
- 東京の女（1957年）
作詞：佐伯孝夫／作曲：渡久地政信
- アンコさん（1960年）
作詞：宮川哲夫／作曲：渡久地政信

### 洋楽カヴァー曲
すべて1955年
- ジャニー・ギター
- アイ・アンダースタンド
- 雨の朝巴里に死す
- パパはマンボがお好き　- 　with 高島忠夫
- マンボ・ジェラシー
- セレソ・ローサ
- 荒野の貴婦人
- アンチェインド・メロディー
- 昔のことはいわないで
- グリスビーのブルース
- ドリーム

## NHK紅白歌合戦出場歴
| 年度/放送回              | 曲目                 | 対戦相手 |
| ------------------------ | -------------------- | -------- |
| 1958年（昭和33年）/第9回 | 青い月夜のランデブー | 三船浩   |

## 主な映画出演
- 恋しかるらん（1950年、東宝）
- 鉄の爪（1951年、大映）
- 馬喰一代（1951年、大映）
- 十代の性典（1953年、大映）

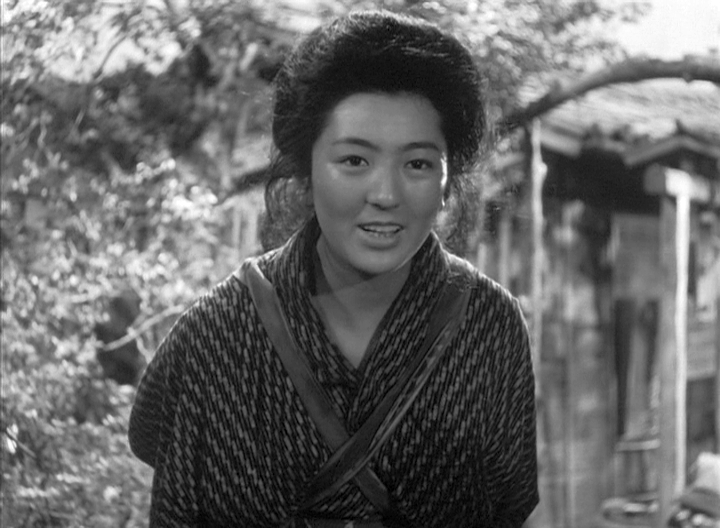
『雁』（1953年）姫路リエ子名義

- 雁（1953年、大映）　-　キネマ旬報ベストテン第8位
- 母の湖（1953年、大映）
- 妻恋黒田節（1954年、大映）
- 愛染かつら（1954年、大映）
- こんな美男子見たことない（1954年、大映）
- こんな奥様見たことない（1954年、大映）
- 新しき天（1954年、大映）
- 馬賊芸者（1954年、大映）
- 浪曲天狗道場（1955年、大映）
- 花ざかり男一代（1955年、大映）
- 風雪講道館（1955年、大映）
- 楊貴妃（1955年、大映）　-　溝口健二監督。カラー映画
- 東京暴力団（1955年、大映）
- ムーランルージュの青春（2011年）

## 主なテレビ出演

### 歌番組
- なつかしの歌声（テレビ東京）
- 帰ってきた歌謡曲（読売テレビ）

### ドラマ
- 特別機動捜査隊 第157話「女の歩道」（1964年、NET（現・テレビ朝日））　-　※映像が現存する
- 第7の男 第10話「夜の罠」（1964年、フジテレビ）　-　※映像が現存する
- 乗っていたのは二十七人 第6話「女狂い」（1965年、NET（現・テレビ朝日））

### バラエティー
- ジェスチャー（NHK）

## その他の出演
- 第37回日本歌手協会歌謡祭（2010年10月27日、ゆうぽうと）
- 東日本大震災被災地支援チャリティー　大阪歌謡祭（2011年9月24日、メルパルク大阪ホール）